# Seconda Divisione 1932-1933
La Seconda Divisione 1932-1933 fu il torneo regionale superiore di quell’edizione del campionato italiano di calcio.
Il campionato era strutturato in gironi regionali gestiti dai Direttori Regionali che fornivano al Direttorio Divisioni Superiori (D.D.S.) le finaliste che si sarebbero affrontate in gironi di qualificazione per l'ammissione alla Prima Divisione.

## Piemonte
Direttorio Regionale Piemontese

Sede: Via Ponza, 4 - Torino - telefono 46-912.

Presidente: Cav. Avv. Edgardo Minoli

Segretario: Camillo Brignone

Fiduciario C.I.T.A.: P.I. Giacomo Bertolio

Membri: Mario D'Alessandro, Armando Dorato, Cav. Mario Sarasino.
Comitati U.L.I.C. dipendenti: Alba, Alessandria, Aosta, Asti, Avigliana, Biella, Carmagnola, Casale, Chieri, Chivasso, Cirié, Cuneo, Domodossola, Novara, Omegna, Ovada, Pinerolo, Rivoli, Torino, Tortona e Vercelli.

### Girone A

#### Squadre partecipanti
| Club                                        | Città                  | Stagione precedente |
| ------------------------------------------- | ---------------------- | ------------------- |
| Arona Sportiva                              | Arona (NO)             |                     |
| U.S. Borgomanerese                          | Borgomanero (NO)       |                     |
| Casale F.C. (C = allievi)                   | Casale Monferrato (AL) |                     |
| A.S. Cusiana                                | Omegna (NO)            |                     |
| Novara F.C. (B = riserve)                   | Novara                 |                     |
| U.S. Pro Vercelli (CA = allievi, squadra A) | Vercelli               |                     |
| U.S. Pro Vercelli (CB = allievi, squadra B) | Vercelli               |                     |
| U.S. Settimese                              | Settimo Torinese (TO)  |                     |

#### Classifica finale
|  | Pos. | Squadra               | Pt | G  | V | N | P | GF | GS | DR  |
|  | ---- | --------------------- | -- | -- | - | - | - | -- | -- | --- |
|  | 1.   | Casale C              | 19 | 14 | 7 | 5 | 2 | 42 | 18 | +24 |
|  | 2.   | Pro Vercelli C (sq.B) | 17 | 14 | 7 | 3 | 4 | 33 | 27 | +6  |
|  | 2.   | Settimese             | 16 | 14 | 6 | 4 | 4 | 24 | 21 | +3  |
|  | 4.   | Cusiana               | 15 | 14 | 6 | 3 | 5 | 35 | 28 | +7  |
|  | 5.   | Borgomanerese         | 14 | 14 | 5 | 4 | 5 | 28 | 24 | +4  |
|  | 6.   | Novara B              | 11 | 14 | 4 | 3 | 7 | 21 | 30 | -9  |
|  | 7.   | Pro Vercelli C (sq.A) | 10 | 14 | 4 | 2 | 8 | 20 | 32 | -12 |
|  | 8.   | Arona                 | 10 | 14 | 4 | 2 | 8 | 15 | 36 | -21 |

Legenda:
      Ammesso alle finali del D.D.S. per la promozione in Prima Divisione.
Regolamento:
Due punti a vittoria, uno a pareggio, zero a sconfitta.
Pari merito in caso di pari punti.
Spareggio in caso di pari punti in zona promozione e/o retrocessione.
Note:
Differenza di 2 reti nel computo totale reti fatte/reti subite (218/216).

### Girone B

#### Squadre partecipanti
| Club              | Città              | Stagione precedente                                        |
| ----------------- | ------------------ | ---------------------------------------------------------- |
| U.S. Saviglianese | Savigliano (CN)    |                                                            |
| A.C. Asti         | Asti               | Nuovo club cui è riconosciuto il merito sportivo cittadino |
| U.S. Acqui        | Acqui Terme (AL)   |                                                            |
| U.S. Val Pellice  | Torre Pellice (TO) |                                                            |
| G.S. Unica        | Torino             |                                                            |
| Cuneo Sportiva    | Cuneo              |                                                            |
| A.C. Mondovì      | Mondovì (CN)       |                                                            |
| U.S. Albese       | Alba (CN)          |                                                            |
| S.S. Braidese     | Bra (CN)           |                                                            |

#### Classifica finale
|  | Pos. | Squadra      | Pt       | G  | V | N | P | GF | GS | DR  |
|  | ---- | ------------ | -------- | -- | - | - | - | -- | -- | --- |
|  | 1.   | Saviglianese | 19       | 12 | 8 | 1 | 3 | 25 | 21 | +4  |
|  | 2.   | Asti         | 16       | 12 | 7 | 2 | 3 | 29 | 14 | +15 |
|  | 3.   | Acqui        | 16       | 12 | 7 | 2 | 3 | 33 | 19 | +14 |
|  | 4.   | Val Pellice  | 11       | 12 | 5 | 1 | 6 | 23 | 25 | -2  |
|  | 5.   | Unica        | 9        | 12 | 4 | 1 | 7 | 22 | 32 | -10 |
|  | 6.   | Cuneo        | 8        | 12 | 2 | 4 | 6 | 13 | 21 | -8  |
|  | 7.   | Mondovì      | 7        | 12 | 3 | 1 | 8 | 14 | 27 | -13 |
|  | ---  | Albese       | Ritirata |    |   |   |   |    |    |     |
|  | ---  | Braidese     | Ritirata |    |   |   |   |    |    |     |

Legenda:
      Promosso in Seconda Divisione.
      Ammesso alle finali del D.D.S. per la promozione in Prima Divisione.
Regolamento:
Due punti a vittoria, uno a pareggio, zero a sconfitta.
Pari merito in caso di pari punti.
Spareggio in caso di pari punti in zona promozione e/o retrocessione.
Note:
La Saviglianese rinunciò poi a continuare il campionato e a essere promossa.

#### Qualificazione alle finali
|       | Risultati |       | Luogo e data          |
| ----- | --------- | ----- | --------------------- |
| Acqui | 2 - 1     | Asti  | Acqui, 16 aprile 1933 |
| Asti  | 2 - 0     | Acqui | Asti, 23 aprile 1933  |
|       |           |       |                       |

#### Spareggio
|      | Risultato |       | Luogo e data                      |
| ---- | --------- | ----- | --------------------------------- |
| Asti | 3 - 1     | Acqui | Casale Monferrato, 07 maggio 1933 |
|      |           |       |                                   |

### Finale per il titolo
|              | Risultati |              | Luogo e data                      |  |
| ------------ | --------- | ------------ | --------------------------------- |  |
| Casale C     | 6 - 2     | Saviglianese | Casale Monferrato, 16 aprile 1933 |  |
| Saviglianese | ? - ?     | Casale C     | Savigliano, 23 aprile 1933        |  |
|              |           |              |                                   |  |

### Verdetti finali
- ?? è Campione Piemontese di Seconda Divisione 1932-1933.

## Liguria
Direttorio Regionale Ligure

Sede: Via Orefici 3 int. 9 - Genova - telefono 26898.

Presidente: Felice Barbarino

Fiduciario C.I.T.A.: Geom. Carlo Dani

Membri: Adriano Beneventi e Rag. Pietro Villa.
Comitati U.L.I.C. dipendenti: Albenga, Genova, Imperia, La Spezia, Pegli, Sampierdarena, Savona e Sestri Levante.

### Girone A

#### Squadre partecipanti
| Squadra                            | Città (provincia)      | Stagione precedente |
| ---------------------------------- | ---------------------- | ------------------- |
| S.C. Alassio                       | Alassio (SV)           |                     |
| Albingaunia Sport                  | Albenga (SV)           |                     |
| U.S. Maurina                       | Imperia-Porto Maurizio |                     |
| U.S. Calciatori Ponticello         | Genova                 |                     |
| A.P. Rivarolese                    | Genova-Rivarolo        |                     |
| A.C. Sampierdarenese (B = riserve) | Genova-Sampierdarena   |                     |
| U.S. Sanremese                     | San Remo (IM)          |                     |
| U.S. Veloce                        | Savona                 |                     |

#### Classifica finale
|  | Pos. | Squadra             | Pt | G  | V | N | P | GF | GS | DR |
|  | ---- | ------------------- | -- | -- | - | - | - | -- | -- | -- |
|  | 1.   | Albingaunia         | ?? | 14 |   |   |   |    |    |    |
|  | 2.   | Rivarolese          | ?? | 14 |   |   |   |    |    |    |
|  | ..   | Alassio             | ?? | 14 |   |   |   |    |    |    |
|  | ..   | Sampierdarenese (B) | ?? | 14 |   |   |   |    |    |    |
|  | ..   | Ponticello          | ?? | 14 |   |   |   |    |    |    |
|  | ..   | Maurina             | ?? | 14 |   |   |   |    |    |    |
|  | ..   | Sanremese           | ?? | 14 |   |   |   |    |    |    |
|  | ..   | Veloce Savona       | ?? | 14 |   |   |   |    |    |    |

Legenda:
      Ammesso alle semifinali regionali.
Regolamento:
Due punti a vittoria, uno a pareggio, zero a sconfitta.
Pari merito in caso di pari punti.
Spareggio in caso di pari punti in zona promozione e/o retrocessione.

### Girone B

#### Squadre partecipanti
| Squadra                         | Città (provincia)            | Stagione precedente |
| ------------------------------- | ---------------------------- | ------------------- |
| A.C. Andrea Doria (B = riserve) | Genova                       |                     |
| S.S. Corniglianese              | Genova-Cornigliano           |                     |
| F.B.C. Entella                  | Chiavari (GE)                |                     |
| U.S. Juventus Spezzina          | La Spezia                    |                     |
| S.C. Riva Trigoso               | Riva Trigoso (GE)            |                     |
| U.S. Sestri Levante             | Sestri Levante (GE)          |                     |
| Spezia F.C. (B = riserve)       | La Spezia                    |                     |
| S.S. Tigullio                   | Santa Margherita Ligure (GE) |                     |

#### Classifica finale
|  | Pos. | Squadra           | Pt       | G  | V | N | P | GF | GS | DR  |
|  | ---- | ----------------- | -------- | -- | - | - | - | -- | -- | --- |
|  | 1.   | Entella           | 20       | 12 | 8 | 4 | 0 | 30 | 11 | +19 |
|  | 2.   | Corniglianese     | 14       | 12 | 6 | 2 | 4 | 32 | 15 | +17 |
|  | 2.   | Spezia (B)        | 14       | 12 | 6 | 2 | 4 | 21 | 13 | +8  |
|  | 4.   | Riva Trigoso      | 12       | 12 | 6 | 0 | 6 | 12 | 18 | -6  |
|  | 5.   | Sestri Levante    | 10       | 12 | 4 | 2 | 6 | 12 | 18 | -6  |
|  | 6.   | Juventus Spezzina | 9        | 12 | 3 | 3 | 6 | 16 | 28 | -12 |
|  | 7.   | Andrea Doria (B)  | 5        | 12 | 2 | 1 | 9 | 10 | 32 | -22 |
|  | ---  | Tigullio          | Ritirato |    |   |   |   |    |    |     |

Legenda:
      Ammesso alle semifinali regionali.
Regolamento:
Due punti a vittoria, uno a pareggio, zero a sconfitta.
Pari merito in caso di pari punti.
Spareggio in caso di pari punti in zona promozione e/o retrocessione.

### Semifinali

#### Girone A

##### Classifica finale
|  | Pos. | Squadra             | Pt | G | V | N | P | GF | GS | DR |
|  | ---- | ------------------- | -- | - | - | - | - | -- | -- | -- |
|  | 1.   | Entella             | 9  | 6 | 4 | 1 | 1 | 9  | 5  | +4 |
|  | 2.   | Riva Trigoso        | 7  | 6 | 3 | 1 | 2 | 7  | 6  | +1 |
|  | 3.   | Alassio             | 5  | 6 | 2 | 1 | 3 | 9  | 10 | -1 |
|  | 4.   | Sampierdarenese (B) | 3  | 6 | 1 | 1 | 4 | 6  | 10 | -4 |

Legenda:
      Ammesso alle finali del D.D.S. per la promozione in Prima Divisione.
      Promosso in Seconda Divisione.
Regolamento:
Due punti a vittoria, uno a pareggio, zero a sconfitta.
Pari merito in caso di pari punti.
Spareggio in caso di pari punti in zona promozione e/o retrocessione.

#### Girone B

##### Classifica finale
|  | Pos. | Squadra       | Pt | G | V | N | P | GF | GS | DR  |
|  | ---- | ------------- | -- | - | - | - | - | -- | -- | --- |
|  | 1.   | Rivarolese    | 9  | 6 | 4 | 1 | 1 | 14 | 10 | +4  |
|  | 2.   | Albingaunia   | 8  | 6 | 4 | 0 | 2 | 15 | 8  | +7  |
|  | 3.   | Corniglianese | 5  | 6 | 2 | 1 | 3 | 17 | 14 | +3  |
|  | 4.   | Spezia (B)    | 2  | 6 | 1 | 0 | 5 | 8  | 22 | -14 |

Legenda:
      Ammesso alle finali del D.D.S. per la promozione in Prima Divisione.
Regolamento:
Due punti a vittoria, uno a pareggio, zero a sconfitta.
Pari merito in caso di pari punti.
Spareggio in caso di pari punti in zona promozione e/o retrocessione.

### Finale per il titolo
|            | Finali 2.a Div. |            | Città e data             |  |
| ---------- | --------------- | ---------- | ------------------------ |  |
| Entella    | 2 - 1           | Rivarolese | Chiavari, 23 aprile 1933 |  |
| Rivarolese | 2 - 1           | Entella    | Genova, 30 aprile 1933   |  |
| Entella    | 4 - 2           | Rivarolese | Genova, 7 maggio 1933    |  |
|            |                 |            |                          |  |

### Verdetti finali
- Entella è Campione Ligure di Seconda Divisione 1932-1933[11].

## Lombardia
Direttorio Regionale Lombardo

Sede: Via Torino, 45 - Milano - telefono 89-923.

Presidente: Avv. Mario Beltrami

Segretario: Cav. Giuseppe Tornaghi

Fiduciario C.I.T.A.: Rino Lupini

Rappr. FF.GG.CC.: Cav. Carlo Valassina

Membri: Rag. Antonio Sianesi, Cav. Capomastro Riccardo Zoppini.
Comitati U.L.I.C. dipendenti: Abbiategrasso, Bergamo, Binasco, Brescia, Busto Arsizio, Como, Cremona, Gallarate, Lecco, Legnano, Lodi, Milano, Monza, Mortara, Pavia, Piacenza, Saronno, Seregno, Stradella, Treviglio, Varese e Voghera.
• Campionato espanso da 36 a 44 club creando un quarto girone con le squadre delle province orientali.

### Girone A

#### Squadre partecipanti
| Club                               | Città               | Stagione precedente |
| ---------------------------------- | ------------------- | ------------------- |
| Alleanza F.C.                      | Milano              |                     |
| G.R.F. Armando Diaz                | Milano              |                     |
| G.S. Azienda Tramviaria Municipale | Milano              |                     |
| U.S. Bollatese                     | Bollate (MI)        |                     |
| U.S. Caratese                      | Carate Brianza (MI) |                     |
| S.C. Farini                        | Milano              |                     |
| Dop. Ferroviario                   | Milano              |                     |
| A.S. Iris 1914                     | Milano              |                     |
| U.S. Melzese                       | Melzo (MI)          |                     |
| A.C. Minerva                       | Milano              |                     |
| U.S. Mottese                       | Motta Visconti (MI) |                     |
| U.S. Vimercatese                   | Vimercate (MI)      |                     |

#### Classifica finale
|  | Pos. | Squadra      | Pt | G  | V | N | P | GF | GS | DR |
|  | ---- | ------------ | -- | -- | - | - | - | -- | -- | -- |
|  | 1.   | Minerva      | 31 | 22 | _ | _ | _ | __ | __ | __ |
|  | 2.   | Vimercatese  | 31 | 22 | _ | _ | _ | __ | __ | __ |
|  | 3.   | A.T.M.       | 29 | 22 | _ | _ | _ | __ | __ | __ |
|  | 3.   | Iris 1914    | 29 | 22 | _ | _ | _ | __ | __ | __ |
|  | 5.   | Bollatese    | 27 | 22 | _ | _ | _ | __ | __ | __ |
|  | 6.   | Caratese     | 22 | 22 | _ | _ | _ | __ | __ | __ |
|  | 7.   | Melzese      | 21 | 22 | _ | _ | _ | __ | __ | __ |
|  | 8.   | Alleanza     | 19 | 22 | _ | _ | _ | __ | __ | __ |
|  | 9.   | Armando Diaz | 15 | 22 | _ | _ | _ | __ | __ | __ |
|  | 10.  | Mottese      | 14 | 22 | _ | _ | _ | __ | __ | __ |
|  | 11.  | Farini       | 13 | 22 | _ | _ | _ | __ | __ | __ |
|  | 11.  | Ferroviario  | 13 | 22 | _ | _ | _ | __ | __ | __ |

Legenda:
      Ammesso alle finali del D.D.S. per la promozione in Prima Divisione.
Regolamento:
Due punti a vittoria, uno a pareggio, zero a sconfitta.
Pari merito in caso di pari punti.
Spareggio in caso di pari punti in zona promozione e/o retrocessione.

### Qualificazione per il titolo di campione
|         | Risultato |             | Luogo e data                                       |
| ------- | --------- | ----------- | -------------------------------------------------- |
| Minerva | 2 - 1     | Vimercatese | Sesto San Giovanni (campo Marelli), 30 aprile 1933 |
|         |           |             |                                                    |

### Girone B

#### Squadre partecipanti
| Club                          | Città                      | Stagione precedente                                             |
| ----------------------------- | -------------------------- | --------------------------------------------------------------- |
| F.C. 4 Novembre               | Milano                     |                                                                 |
| Bressana F.C.                 | Bressana Bottarone (PV)    |                                                                 |
| G.S. Brill                    | Milano                     |                                                                 |
| Corbetta F.C.                 | Corbetta (MI)              |                                                                 |
| G.S. Guglielmo Oberdan        | Milano                     |                                                                 |
| G.S. Juventus                 | Robbio (PV)                |                                                                 |
| G.S. Dop. Aziende Pirelli     | Milano-Bicocca             |                                                                 |
| G.S. Dop. Magenta             | Magenta (MI)               |                                                                 |
| G.S. Marelli                  | Sesto San Giovanni (MI)    |                                                                 |
| Milan F.C. (C = allievi)      | Milano                     | 2º nel girone A delle semifinali lombarde della Terza Divisione |
| Sant'Angelo F.C.              | Sant'Angelo Lodigiano (MI) |                                                                 |
| G.C. Vigevanesi (B = riserve) | Vigevano (PV)              |                                                                 |

#### Classifica finale
|  | Pos. | Squadra           | Pt       | G  | V | N | P | GF | GS | DR |
|  | ---- | ----------------- | -------- | -- | - | - | - | -- | -- | -- |
|  | 1.   | Milan (C)         | 26       | 18 | _ | _ | _ | __ | __ | __ |
|  | 2.   | Marelli           | 25       | 18 | _ | _ | _ | __ | __ | __ |
|  | 3.   | Brill             | 24       | 18 | _ | _ | _ | __ | __ | __ |
|  | 4.   | Guglielmo Oberdan | 20       | 18 | _ | _ | _ | __ | __ | __ |
|  | 5.   | GC Vigevanesi (B) | 19       | 18 | _ | _ | _ | __ | __ | __ |
|  | 5.   | Corbetta          | 19       | 18 | _ | _ | _ | __ | __ | __ |
|  | 7.   | Bressana          | 13       | 18 | _ | _ | _ | __ | __ | __ |
|  | 8.   | Pirelli           | 12       | 18 | _ | _ | _ | __ | __ | __ |
|  | 8.   | Magenta           | 12       | 18 | _ | _ | _ | __ | __ | __ |
|  | 10.  | 4 Novembre (-1)   | 9        | 18 | _ | _ | _ | __ | __ | __ |
|  | ---  | Juventus Robbio   | Ritirata |    |   |   |   |    |    |    |
|  | ---  | Sant'Angelo       | Ritirata |    |   |   |   |    |    |    |

Legenda:
      Ammesso alle finali del D.D.S. per la promozione in Prima Divisione.
Regolamento:
Due punti a vittoria, uno a pareggio, zero a sconfitta.
Pari merito in caso di pari punti.
Spareggio in caso di pari punti in zona promozione e/o retrocessione.

### Girone C

#### Squadre partecipanti
| Club                                | Città               | Stagione precedente |
| ----------------------------------- | ------------------- | ------------------- |
| G.S. Bernocchi                      | Legnano (MI)        |                     |
| A.S. Comense (B = riserve)          | Como                |                     |
| U.S. Erbese                         | Erba (CO)           |                     |
| Dop. Ferrovie Nord                  | Milano              |                     |
| Legnano F.C. (B = riserve)          | Legnano (MI)        |                     |
| S.C Lonate                          | Lonate Pozzolo (VA) |                     |
| Luino F.C.                          | Luino (VA)          |                     |
| Meda F.C.                           | Meda (MI)           |                     |
| G.S. Plinio Tarabini                | Tavernerio (CO)     |                     |
| U.S. Rhodense F.G.C. "A. Mussolini" | Rho (MI)            |                     |
| S.C. Rovellasca                     | Rovellasca (CO)     |                     |
| U.S. Sestese                        | Sesto Calende (VA)  |                     |

#### Classifica finale
|  | Pos. | Squadra         | Pt | G  | V | N | P | GF | GS | DR |
|  | ---- | --------------- | -- | -- | - | - | - | -- | -- | -- |
|  | 1.   | Sestese         | 34 | 22 | _ | _ | _ | __ | __ | __ |
|  | 2.   | Rhodense        | 33 | 22 | _ | _ | _ | __ | __ | __ |
|  | 3.   | Rovellasca      | 24 | 22 | _ | _ | _ | __ | __ | __ |
|  | 4.   | Comense (B)     | 22 | 22 | _ | _ | _ | __ | __ | __ |
|  | 4.   | Luino           | 22 | 22 | _ | _ | _ | __ | __ | __ |
|  | 4.   | Meda            | 22 | 22 | _ | _ | _ | __ | __ | __ |
|  | 7.   | Erbese          | 21 | 22 | _ | _ | _ | __ | __ | __ |
|  | 7.   | Ferrovie Nord   | 21 | 22 | _ | _ | _ | __ | __ | __ |
|  | 7.   | Legnano (B)     | 21 | 22 | _ | _ | _ | __ | __ | __ |
|  | 10.  | Bernocchi       | 20 | 22 | _ | _ | _ | __ | __ | __ |
|  | 11.  | Plinio Tarabini | 15 | 22 | _ | _ | _ | __ | __ | __ |
|  | 12.  | Lonate (-3)     | 6  | 22 | _ | _ | _ | __ | __ | __ |

Legenda:
      Ammesso alle finali del D.D.S. per la promozione in Prima Divisione.
Regolamento:
Due punti a vittoria, uno a pareggio, zero a sconfitta.
Pari merito in caso di pari punti.
Spareggio in caso di pari punti in zona promozione e/o retrocessione.

### Girone D

#### Squadre partecipanti
| Club                                       | Città                    | Stagione precedente |
| ------------------------------------------ | ------------------------ | ------------------- |
| U.S. Ardens                                | Bergamo                  |                     |
| Atalanta e Bergamasca Calcio (B = riserve) | Bergamo                  |                     |
| Audax et Fortis                            | Romano di Lombardia (BG) |                     |
| Brescia F.C. (B = riserve)                 | Brescia                  |                     |
| U.S. Cremonese (B = riserve)               | Cremona                  |                     |
| C.S. Falco                                 | Albino (BG)              |                     |
| U.S. Manerbiese                            | Manerbio (BS)            |                     |
| U.S. Orceana                               | Orzinuovi (BS)           |                     |

#### Classifica finale
|  | Pos. | Squadra           | Pt       | G  | V | N | P | GF | GS | DR |
|  | ---- | ----------------- | -------- | -- | - | - | - | -- | -- | -- |
|  | 1.   | Brescia (B)       | 17       | 12 | _ | _ | _ | __ | __ | __ |
|  | 2.   | Cremonese (B)     | 15       | 12 | _ | _ | _ | __ | __ | __ |
|  | 3.   | Orceana           | 13       | 12 | _ | _ | _ | __ | __ | __ |
|  | 4.   | Falco             | 13       | 12 | _ | _ | _ | __ | __ | __ |
|  | 5.   | Ardens            | 11       | 12 | _ | _ | _ | __ | __ | __ |
|  | 5.   | Atalanta (B) (-1) | 9        | 12 | _ | _ | _ | __ | __ | __ |
|  | 7.   | Manerbiese        | 5        | 12 | _ | _ | _ | __ | __ | __ |
|  | ---  | Audax et Fortis   | Ritirata |    |   |   |   |    |    |    |

Legenda:
      Ammesso alle finali del D.D.S. per la promozione in Prima Divisione.
Regolamento:
Due punti a vittoria, uno a pareggio, zero a sconfitta.
Pari merito in caso di pari punti.
Spareggio in caso di pari punti in zona promozione e/o retrocessione.

### Qualificazione alle finali
|         | Risultato |       | Luogo e data                       |
| ------- | --------- | ----- | ---------------------------------- |
| Orceana | 1 - 0     | Falco | Romano di Lombardia, 9 aprile 1933 |
|         |           |       |                                    |

### Finale per il titolo
|  | Pos. | Squadra     | Pt       | G | V | N | P | GF | GS | DR |
|  | ---- | ----------- | -------- | - | - | - | - | -- | -- | -- |
|  | 1.   | Milan (C)   | 6        | 4 | _ | _ | _ | __ | __ | __ |
|  | 2.   | Sestese     | 4        | 4 | _ | _ | _ | __ | __ | __ |
|  | 3.   | Brescia (B) | 2        | 4 | _ | _ | _ | __ | __ | __ |
|  | ---  | Minerva     | Ritirata |   |   |   |   |    |    |    |

Legenda:
      Campione Lombardo di Seconda Divisione 1932-1933.
Regolamento:
Due punti a vittoria, uno a pareggio, zero a sconfitta.
Pari merito in caso di pari punti.
Spareggio in caso di pari punti in zona promozione e/o retrocessione.
Note:
Brescia B promosso da regolamento in conseguenza della promozione in Serie A della sua squadra A.

## Veneto
Direttorio Regionale Veneto

Sede: Palazzo Labia - Campo San Geremia, 275 - Venezia - telefono 3553.

Presidente: Antonio Scalabrin

Segretario: Luigi Eugenio Barbon

Fiduciario C.I.T.A.: Albino Carraro

Delegato U.L.I.C.: Alberto Girelli

Membro: Prof. Giuseppe Guarini.
Comitati U.L.I.C. dipendenti: Adria, Bassano del Grappa, Belluno, Padova, Rovigo, San Donà di Piave, Schio, Thiene, Treviso, Venezia, Verona e Vicenza.

### Girone A

#### Squadre partecipanti
| Club                           | Città                    | Stagione precedente |
| ------------------------------ | ------------------------ | ------------------- |
| A.C. Bassano                   | Bassano del Grappa (VI)  |                     |
| A.S.F. Conegliano              | Conegliano (TV)          |                     |
| C.S. Dolo                      | Dolo (VE)                |                     |
| Dop. Ferroviario               | Venezia                  |                     |
| U.S. "Gianvittore Mezzomo"     | Feltre (BL)              |                     |
| G.S. Giorgione                 | Castelfranco Veneto (TV) |                     |
| A.C. Padova (C = allievi)      | Padova                   |                     |
| S.S. Serenissima (B = riserve) | Venezia                  |                     |

#### Classifica finale
|  | Pos. | Squadra             | Pt | G  | V | N | P | GF | GS | DR  |
|  | ---- | ------------------- | -- | -- | - | - | - | -- | -- | --- |
|  | 1.   | Padova (C)          | 18 | 14 | 8 | 2 | 4 | 39 | 24 | +15 |
|  | 1.   | Bassano             | 18 | 14 | 8 | 2 | 4 | 37 | 27 | +10 |
|  | 3.   | Giorgione           | 16 | 14 | 7 | 2 | 5 | 31 | 22 | +9  |
|  | 4.   | Serenissima (B)     | 16 | 14 | 6 | 4 | 4 | 24 | 15 | +9  |
|  | 5.   | Conegliano          | 12 | 14 | 5 | 2 | 7 | 16 | 31 | -15 |
|  | 6.   | Gianvittore Mezzomo | 11 | 14 | 5 | 1 | 8 | 22 | 23 | -1  |
|  | 6.   | Dolo                | 11 | 14 | 5 | 1 | 8 | 17 | 29 | -12 |
|  | 8.   | Dop. Ferroviario    | 10 | 14 | 5 | 0 | 9 | 24 | 39 | -15 |

Legenda:
      Ammesso alle finali del D.D.S. per la promozione in Prima Divisione.
Regolamento:
Due punti a vittoria, uno a pareggio, zero a sconfitta.
Pari merito in caso di pari punti.
Spareggio in caso di pari punti in zona promozione e/o retrocessione.

### Qualificazione alle finali
|           | Risultati |             | Luogo e data                   |
| --------- | --------- | ----------- | ------------------------------ |
| Giorgione | 4 - 0     | Serenissima | Vittorio Veneto, 05 marzo 1933 |
|           |           |             |                                |

### Girone B

#### Squadre partecipanti
| Club                       | Città                      | Stagione precedente |
| -------------------------- | -------------------------- | ------------------- |
| U.S. Audace                | Verona-San Michele Extra   |                     |
| U.S. Rovereto              | Rovereto (TN)              |                     |
| A.S. Sambonifacese         | San Bonifacio (VR)         |                     |
| U.S. San Giovanni Lupatoto | San Giovanni Lupatoto (VR) |                     |
| A.C. Valdagno              | Valdagno (VI)              |                     |
| A.C. "Valerio Valery"      | Legnago (VR)               |                     |
| A.C. Verona (B = riserve)  | Verona                     |                     |
| A.C. Vicenza (B = riserve) | Vicenza                    |                     |
| U.S. Arzignano             | Arzignano (VI)             |                     |

#### Classifica finale
|  | Pos. | Squadra               | Pt       | G  | V | N | P | GF | GS | DR  |
|  | ---- | --------------------- | -------- | -- | - | - | - | -- | -- | --- |
|  | 1.   | Verona (B)            | 19       | 12 | 7 | 5 | 0 | 36 | 15 | +21 |
|  | 2.   | Valdagno              | 16       | 12 | 7 | 2 | 3 | 23 | 18 | +5  |
|  | 3.   | Audace SME            | 13       | 12 | 4 | 5 | 3 | 24 | 13 | +11 |
|  | 4.   | Vicenza (B)           | 11       | 12 | 3 | 5 | 4 | 15 | 29 | -14 |
|  | 5.   | Sambonifacese         | 10       | 12 | 3 | 4 | 5 | 16 | 15 | +1  |
|  | 6.   | Valerio Valery        | 9        | 12 | 3 | 3 | 6 | 13 | 21 | -8  |
|  | 7.   | Arzignano (-2)        | 4        | 12 | 2 | 2 | 8 | 9  | 29 | -20 |
|  | --   | Rovereto              | Ritirata |    |   |   |   |    |    |     |
|  | --   | San Giovanni Lupatoto | Ritirata |    |   |   |   |    |    |     |

Legenda:
      Ammesso alle finali del D.D.S. per la promozione in Prima Divisione.
Regolamento:
Due punti a vittoria, uno a pareggio, zero a sconfitta.
Pari merito in caso di pari punti.
Spareggio in caso di pari punti in zona promozione e/o retrocessione.
Note:
4 gol di differenza nel computo totale reti fatte/subite (136/140).

### Finale per il titolo
|  | Pos. | Squadra    | Pt | G | V | N | P | GF | GS | DR  |
|  | ---- | ---------- | -- | - | - | - | - | -- | -- | --- |
|  | 1.   | Padova (C) | 10 | 6 | 5 | 0 | 1 | 22 | 9  | +13 |
|  | 2.   | Audace SME | 6  | 6 | 3 | 0 | 3 | 10 | 12 | -2  |
|  | 3.   | Verona (B) | 4  | 6 | 2 | 0 | 4 | 10 | 15 | -5  |
|  | 3.   | Giorgione  | 4  | 6 | 2 | 0 | 4 | 10 | 16 | -6  |

Legenda:
      Campione Veneto di Seconda Divisione 1932-1933.
Regolamento:
Due punti a vittoria, uno a pareggio, zero a sconfitta.
Pari merito in caso di pari punti.
Spareggio in caso di pari punti in zona promozione e/o retrocessione.

## Venezia Giulia
Direttorio Regionale Giuliano

Sede: Via Mazzini 30 (Pal.del Commercio) - Trieste.

Presidente: Piero Sponza

Segretario: Sr. Giuseppe Deferri

Membri: Gino Linda, Dott. Ferruccio Roberti e Rag. Costante Pessato.
Comitati U.L.I.C. dipendenti: Fiume, Gorizia, Monfalcone, Pola, Pordenone, Trieste e Udine.

### Girone unico

#### Squadre partecipanti
| Club                                   | Città                    | Stagione precedente |
| -------------------------------------- | ------------------------ | ------------------- |
| O.N.D. Aviano Sezione Calcio           | Aviano (UD)              |                     |
| A.S. Cantiere Monfalcone (B = riserve) | Monfalcone (GO)          |                     |
| A.C. Cividalese                        | Cividale del Friuli (UD) |                     |
| Fascio Federico Riosa                  | Rovigno (PL)             |                     |
| U.S. Fiumana (B riserve)               | Fiume                    |                     |
| Fascio "Giovanni Grion" (B = riserve)  | Pola                     |                     |
| A.S. Pro Gorizia (B = riserve)         | Gorizia                  |                     |
| A.C. Udinese (B = riserve)             | Udine                    |                     |

#### Classifica finale
|  | Pos. | Squadra          | Pt       | G  | V | N | P  | GF | GS | DR  |
|  | ---- | ---------------- | -------- | -- | - | - | -- | -- | -- | --- |
|  | 1.   | Grion Pola (B)   | 20       | 12 | 9 | 2 | 1  | 29 | 9  | +20 |
|  | 2.   | Cividalese       | 16       | 12 | 6 | 4 | 2  | 20 | 13 | +7  |
|  | 3.   | Monfalcone (B)   | 14       | 12 | 7 | 0 | 5  | 38 | 23 | +15 |
|  | 4.   | Fiumana (B) (-1) | 12       | 12 | 6 | 1 | 5  | 28 | 19 | +9  |
|  | 5.   | Udine (B)        | 9        | 12 | 3 | 3 | 6  | 21 | 28 | -7  |
|  | 6.   | Gorizia (B) (-1) | 7        | 12 | 3 | 2 | 7  | 11 | 25 | -14 |
|  | 7.   | Aviano (-1)      | 3        | 12 | 2 | 0 | 10 | 9  | 39 | -30 |
|  | ---  | Federico Riosa   | Ritirata |    |   |   |    |    |    |     |

Legenda:
      Campione Giuliano di Seconda Divisione 1932-1933.
      Ammesso alle finali del D.D.S. per la promozione in Prima Divisione.
Regolamento:
Due punti a vittoria, uno a pareggio, zero a sconfitta.
Pari merito in caso di pari punti.
Spareggio in caso di pari punti in zona promozione e/o retrocessione.

## Venezia Tridentina
Direttorio Regionale Tridentino

Sede: Trento.

Presidente: Ing. Luigi Ventura

Membri: Adalberto Bragagna e Giuseppe Armani.
Comitati U.L.I.C. dipendenti: Bolzano, Bressanone, Merano, Riva del Garda, Rovereto e Trento.

### Società affiliate
- U.S. Anaune, Cles
- S.S. Benacense - O.N.D., Riva del Garda
- U.S. Bolzano, Bolzano
  - Si scioglie. Il 15 maggio 1933 si costituisce il Bolzano Calcio.
- U.S. Bressanone, Bressanone
- Juventus F.C., Bolzano
- S.C. Merano, Merano
  - Si scioglie.
- U.S. Merano, Merano
- Dop. Montecatini, Sinigo
- U.S. Rovereto, Rovereto (disputa la 2.a Divisione Veneta)
- A.C. Trento, Trento (nel DDS)

Bolzano iscritto direttamente in Prima Divisione per l’anno successivo in assenza di un torneo regionale tridentino e per ordine fascista in quanto rappresentante di capoluogo di provincia.

## Emilia
Direttorio Regionale Emiliano

Sede: Via Saffi, 121 - Bologna - telefono 23-807.

Presidente: Dott. Luigi Pasquinelli

Segretario: Ing. Gino Canevazzi

Membri: Dott. Enrico Bassani, Marchese Pasquale Callani e Coriolano Ferrini.
Comitati U.L.I.C. dipendenti: Bologna, Cesena, Faenza, Ferrara, Fidenza, Forlì, Imola, Lugo di Romagna, Mantova, Modena, Parma, Ravenna, Reggio Emilia e Rimini.

### Girone A

#### Squadre partecipanti
| Club                      | Città                          | Stagione precedente |
| ------------------------- | ------------------------------ | ------------------- |
| U.S. Bondenese            | Bondeno (FE)                   |                     |
| Pol. Casalecchio          | Casalecchio (BO)               |                     |
| U.S. Fidenza              | Fidenza (PR)                   |                     |
| S.G. Persicetana          | San Giovanni in Persiceto (BO) |                     |
| Soc. Pro Calcio Guastalla | Guastalla (RE)                 |                     |
| U.S. Mirandolese          | Mirandola (MO)                 |                     |
| Modena F.C. (B = riserve) | Modena                         |                     |
| C.S. Sant'Agostino        | Sant'Agostino (FE)             |                     |
| Suzzara S.C.              | Suzzara (MN)                   |                     |

#### Classifica finale
|  | Pos. | Squadra              | Pt | G  | V | N | P | GF | GS | DR |
|  | ---- | -------------------- | -- | -- | - | - | - | -- | -- | -- |
|  | 1.   | Fidenza              | 22 | 16 | _ | _ | _ | __ | __ | __ |
|  | 2.   | Casalecchio          | 21 | 16 | _ | _ | _ | __ | __ | __ |
|  | 3.   | Modena (B)           | 20 | 16 | _ | _ | _ | __ | __ | __ |
|  | 4.   | Pro Calcio Guastalla | 17 | 16 | _ | _ | _ | __ | __ | __ |
|  | 5.   | Mirandolese          | 17 | 16 | _ | _ | _ | __ | __ | __ |
|  | 6.   | Bondenese            | 14 | 16 | _ | _ | _ | __ | __ | __ |
|  | 7.   | Suzzara              | 13 | 16 | _ | _ | _ | __ | __ | __ |
|  | 8.   | Sant'Agostino        | 12 | 16 | _ | _ | _ | __ | __ | __ |
|  | 9.   | Persicetana          | 6  | 16 | _ | _ | _ | __ | __ | __ |

Legenda:
      Ammesso alle finali regionali.
Regolamento:
Due punti a vittoria, uno a pareggio, zero a sconfitta.
Pari merito in caso di pari punti.
Spareggio in caso di pari punti in zona promozione e/o retrocessione.

#### Qualificazione alle finali
|                      | Risultati |             | Luogo e data                 |
| -------------------- | --------- | ----------- | ---------------------------- |
| Pro Calcio Guastalla | 3 - 2     | Mirandolese | Reggio Emilia, 2 aprile 1933 |
|                      |           |             |                              |

### Girone B

#### Squadre partecipanti
| Club                                      | Città                      | Stagione precedente |
| ----------------------------------------- | -------------------------- | ------------------- |
| U.S. Argentana                            | Argenta (FE)               |                     |
| U.S. Codigoro                             | Codigoro (FE)              |                     |
| Dop. Ferroviario                          | Rimini (FO)                |                     |
| U.S. Forlimpopoli                         | Forlimpopoli (FO)          |                     |
| U.S. Imolese                              | Imola (BO)                 |                     |
| U.S. Libertas                             | Rimini (FO)                |                     |
| U.S. Renato Serra                         | Cesena (FO)                |                     |
| Soc.Pol. Juventus Migliarinese (S.P.I.M.) | Migliarino (FE)            |                     |
| Dop. San Lazzaro di Savena                | San Lazzaro di Savena (BO) |                     |

#### Classifica finale
|  | Pos. | Squadra         | Pt       | G  | V | N | P | GF | GS | DR |
|  | ---- | --------------- | -------- | -- | - | - | - | -- | -- | -- |
|  | 1.   | Forlimpopoli    | 17       | 10 | 8 | 1 | 1 | 23 | 9  |    |
|  | 2.   | Ferroviario     | 15       | 10 | 6 | 3 | 1 | 19 | 6  |    |
|  | 3.   | Renato Serra    | 9        | 10 | 3 | 3 | 4 | 9  | 13 |    |
|  | 4.   | Imolese         | 8        | 10 | 4 | 0 | 6 | 11 | 15 |    |
|  | 5.   | Libertas Rimini | 6        | 10 | 2 | 2 | 6 | 10 | 13 |    |
|  | 6.   | Codigoro        | 5        | 10 | 2 | 1 | 7 | 9  | 25 |    |
|  | --   | Argentana       | Ritirata |    |   |   |   |    |    |    |
|  | --   | San Lazzaro     | Ritirata |    |   |   |   |    |    |    |
|  | --   | S.P.I.M.        | Ritirata |    |   |   |   |    |    |    |

Legenda:
      Ammesso alle finali regionali.
      Promosso in Seconda Divisione.
Regolamento:
Due punti a vittoria, uno a pareggio, zero a sconfitta.
Pari merito in caso di pari punti.
Spareggio in caso di pari punti in zona promozione e/o retrocessione.

### Semifinale A

#### Classifica finale
|  | Pos. | Squadra              | Pt       | G | V | N | P | GF | GS | DR |
|  | ---- | -------------------- | -------- | - | - | - | - | -- | -- | -- |
|  | 1.   | Ferroviario          | 8        | 4 |   |   |   |    |    |    |
|  | 2.   | Pro Calcio Guastalla | 4        | 4 |   |   |   |    |    |    |
|  | 3.   | Fidenza              | 0        | 4 |   |   |   |    |    |    |
|  | ---  | Renato Serra         | Ritirata |   |   |   |   |    |    |    |

Legenda:
      Ammesso alle finali del D.D.S. per la promozione in Prima Divisione.
Regolamento:
Due punti a vittoria, uno a pareggio, zero a sconfitta.
Pari merito in caso di pari punti.
Spareggio in caso di pari punti in zona promozione e/o retrocessione.

### Semifinale B

#### Classifica finale
|  | Pos. | Squadra      | Pt | G | V | N | P | GF | GS | DR |
|  | ---- | ------------ | -- | - | - | - | - | -- | -- | -- |
|  | 1.   | Forlimpopoli | ?? | 6 |   |   |   |    |    |    |
|  | ??   | Casalecchio  | ?? | 6 |   |   |   |    |    |    |
|  | ??   | Imolese      | ?? | 6 |   |   |   |    |    |    |
|  | ??   | Modena (B)   | ?? | 6 |   |   |   |    |    |    |

Legenda:
      Ammesso alle finali del D.D.S. per la promozione in Prima Divisione.
Regolamento:
Due punti a vittoria, uno a pareggio, zero a sconfitta.
Pari merito in caso di pari punti.
Spareggio in caso di pari punti in zona promozione e/o retrocessione.

## Toscana
Direttorio Regionale Toscano

Sede: Via dei Servi, 17 - Firenze - telefono 21-741.

Presidente: Cav. Dante Berretti

Segretario: Antonio Berretti

Membri: Rodolfo Lencioni, Ottorino Mattei e Umberto Tassinari.
Comitati U.L.I.C. dipendenti: Arezzo, Carrara, Empoli, Firenze, Grosseto, Livorno, Lucca, Massa, Pisa, Pistoia, Pontedera, Prato, Siena e Viareggio.

### Girone A

#### Squadre partecipanti
| Club                                      | Città                      | Stagione precedente |
| ----------------------------------------- | -------------------------- | ------------------- |
| A.C. Fiorentina (C = allievi)             | Firenze                    |                     |
| G.S. Littorio                             | Firenze                    |                     |
| U.S. Montecatini                          | Montecatini Terme (PT)     |                     |
| U.S. Monsummanese                         | Monsummano Terme (PT)      |                     |
| S.S Nuova Italia Forte dei Marmi-Querceta | Forte dei Marmi (LU)       |                     |
| U.S. Santa Croce sull'Arno                | Santa Croce sull'Arno (PI) |                     |

#### Classifica
|  | Pos. | Squadra               | Pt | G  | V | N | P | GF | GS | DR  |
|  | ---- | --------------------- | -- | -- | - | - | - | -- | -- | --- |
|  | 1.   | Nuova Italia          | 12 | 10 | 5 | 2 | 3 | 29 | 15 | +14 |
|  | 2.   | Santa Croce sull'Arno | 11 | 10 | 4 | 3 | 3 | 25 | 13 | +12 |
|  | 3.   | Montecatini           | 11 | 10 | 3 | 5 | 2 | 14 | 17 | -3  |
|  | 4.   | Fiorentina (C)        | 10 | 10 | 4 | 2 | 4 | 16 | 18 | -2  |
|  | 5.   | Monsummanese          | 9  | 10 | 3 | 3 | 4 | 23 | 21 | +2  |
|  | 6.   | Littorio Firenze      | 7  | 10 | 3 | 1 | 6 | 11 | 34 | -23 |

Legenda:
      Ammesso alle finali del D.D.S. per la promozione in Prima Divisione.
Regolamento:
Due punti a vittoria, uno a pareggio, zero a sconfitta.
Pari merito in caso di pari punti.
Spareggio in caso di pari punti in zona promozione e/o retrocessione.

### Girone B

#### Squadre partecipanti
| Club                       | Città                 | Stagione precedente |
| -------------------------- | --------------------- | ------------------- |
| U.S. Castiglioncello       | Castiglioncello (LI)  |                     |
| A.S. Cecinese              | Cecina (LI)           |                     |
| G.S. Domenico Malfatti     | Massa Marittima (GR)  |                     |
| U.S. Elbana                | Portoferraio (LI)     |                     |
| U.S. Livorno (B = riserve) | Livorno               |                     |
| U.S. Orbetello             | Orbetello (GR)        |                     |
| G.S. Solvay                | Rosignano Solvay (LI) |                     |

#### Classifica
|  | Pos. | Squadra           | Pt       | G | V | N | P | GF | GS | DR  |
|  | ---- | ----------------- | -------- | - | - | - | - | -- | -- | --- |
|  | 1.   | Solvay            | 12       | 8 | 5 | 2 | 1 | 14 | 7  | +7  |
|  | 2.   | Domenico Malfatti | 10       | 8 | 4 | 2 | 2 | 17 | 9  | +8  |
|  | 2.   | Livorno (B)       | 10       | 8 | 5 | 0 | 3 | 25 | 8  | +17 |
|  | 4.   | Elbana            | 6        | 8 | 2 | 2 | 4 | 8  | 27 | -19 |
|  | 5.   | Orbetello         | 2        | 8 | 1 | 0 | 7 | 8  | 21 | -13 |
|  | ---  | Cecinese          | Ritirata |   |   |   |   |    |    |     |
|  | ---  | Castiglioncello   | Ritirata |   |   |   |   |    |    |     |

Legenda:
      Ammesso alle finali del D.D.S. per la promozione in Prima Divisione.
Regolamento:
Due punti a vittoria, uno a pareggio, zero a sconfitta.
Pari merito in caso di pari punti.
Spareggio in caso di pari punti in zona promozione e/o retrocessione.
Note:
Livorno B promosso da regolamento in conseguenza della promozione in Serie A della sua squadra A.

## Marche
Direttorio Regionale Marchigiano

Sede: Ancona - telefono 24-50.

Presidente: Cav. Eugenio Crupi

Membri: Giulio Campegiani, Giuseppe Morganti, Ezzelino Sguazzini e Giulio Borghetti.
Comitati U.L.I.C. dipendenti: Ancona, Fabriano, Fano, Macerata, Porto San Giorgio, San Benedetto del Tronto, Tolentino, Urbino e Zara.

### Girone unico

#### Squadre partecipanti
| Club                                         | Città           | Stagione precedente |
| -------------------------------------------- | --------------- | ------------------- |
| U.S. Anconitana-Emilio Bianchi (B = riserve) | Ancona          |                     |
| A.C. Dalmazia                                | Zara            |                     |
| Pol. Fermana                                 | Fermo (AP)      |                     |
| Dop. Ferroviario                             | Ancona          |                     |
| A.S. Jesi                                    | Jesi (AN)       |                     |
| Nova Vigor Senigallia                        | Senigallia (AN) |                     |
| U.S. Osimana "Muzio Gallo"                   | Osimo (AN)      |                     |

#### Classifica finale
|  | Pos. | Squadra                     | Pt | G  | V | N | P  | GF | GS | DR  |
|  | ---- | --------------------------- | -- | -- | - | - | -- | -- | -- | --- |
|  | 1.   | Jesi                        | 18 | 12 | 8 | 2 | 2  | 28 | 8  | +20 |
|  | 2.   | Fermana                     | 17 | 12 | 7 | 3 | 2  | 27 | 15 | +12 |
|  | 3.   | Dalmazia                    | 12 | 12 | 6 | 3 | 3  | 28 | 20 | +8  |
|  | 3.   | Anconitana-Bianchi (B) (-1) | 12 | 12 | 4 | 5 | 3  | 16 | 16 | 0   |
|  | 5.   | Osimana                     | 9  | 12 | 4 | 1 | 7  | 15 | 19 | -4  |
|  | 6.   | Ferroviario                 | 8  | 12 | 2 | 4 | 6  | 12 | 26 | -14 |
|  | 7.   | Nova Vigor Senigallia (-3)  | 1  | 12 | 2 | 0 | 10 | 12 | 34 | -22 |

Legenda:
      Ammesso alle finali del D.D.S. per la promozione in Prima Divisione.
Lo Jesi pur rinunciando alle finali venne poi invitato in Prima Divisione dal DDS
Regolamento:
Due punti a vittoria, uno a pareggio, zero a sconfitta.
Pari merito in caso di pari punti.
Spareggio in caso di pari punti in zona promozione e/o retrocessione.

## Umbria
Direttorio Regionale Umbro

Sede: Corso Cavour, Foligno - telefono 2-27.

Presidente: Dott. Rolando Rolandi Ricci

Membri: Mario Fazi, Dott. Guglielmo Fagiuoli, Rag. Giuseppe Sconciajurno e Rag. Fernando Mancinelli.
Comitati U.L.I.C. dipendenti: Alto Tiberino, Foligno, Orvieto, Perugia, Terni e Trasimeno.

## Abruzzo
Direttorio Regionale Abruzzese.

### Squadre partecipanti
- A.S. L'Aquila (B = riserve), Aquila degli Abruzzi
- S.S. Atessa, Atessa
- S.S. Avezzano, Avezzano
- S.S. Castrum, Silvi-Silvi Marina
- U.S. Città di Penne, Penne
- U.S. Pippo Massangioli, Chieti
- G.S. F.G.C., Francavilla al Mare
- U.S. Pantaleone Rapino, Ortona
- A.S. Pescara (B = riserve), Pescara
- S.S. Pro Pratola, Pratola Peligna

### Classifica finale
- Pippo Massangioli e Città di Penne sono ammesse alle finali del D.D.S. per la promozione in Prima Divisione .
- Castrum esclusa a stagione in corso.
- Pescara B ritirata a stagione in corso.

## Lazio
Direttorio Regionale Laziale

Sede: Lungo Tevere in Augusta, 3 - Roma - telefono 34-826.

Presidente: Prof. Alberto Arzilla

Membri: Cav. Ugo Barbiani, Comm. Raoul Campos, Carlo De Pità, Comm. Vincenzo Paci, Franco Senatore.
Comitati U.L.I.C. dipendenti: Alto Lazio, Basso Lazio, Castelli Romani, Civitavecchiese, Flaminio, Prenestino, Romano, Sabino, Tiburtino e Tirreno.

### Girone unico

#### Squadre partecipanti
| Club                     | Città        | Stagione precedente |
| ------------------------ | ------------ | ------------------- |
| S.S. Anzio               | Anzio (RM)   |                     |
| A.C. Formia              | Formia (LT)  |                     |
| S.G.S. Fortitudo         | Roma         |                     |
| Juventus F.C.            | Roma         |                     |
| S.S. Lazio (C = allievi) | Roma         |                     |
| U.S. Orvietana           | Orvieto (TR) |                     |
| U.S. Ostiense            | Roma         |                     |
| Rieti F.C.               | Rieti        |                     |
| A.S. Roma (C = allievi)  | Roma         |                     |
| A.C. Sora                | Sora (FR)    |                     |
| S.S. Tiburtina Ardita    | Roma         |                     |

#### Classifica finale
|  | Pos. | Squadra          | Pt       | G  | V | N | P  | GF | GS | DR  |
|  | ---- | ---------------- | -------- | -- | - | - | -- | -- | -- | --- |
|  | 1.   | Sora             | 21       | 14 | 9 | 3 | 2  | 39 | 13 | +26 |
|  | 2.   | Fortitudo        | 20       | 14 | 8 | 4 | 2  | 41 | 14 | +27 |
|  | 3.   | Formia           | 15       | 14 | 6 | 3 | 5  | 24 | 25 | -1  |
|  | 4.   | Ostiense         | 13       | 14 | 6 | 2 | 6  | 22 | 16 | +6  |
|  | 4.   | Lazio (C)        | 13       | 14 | 4 | 5 | 5  | 21 | 23 | -2  |
|  | 6.   | Juventus Roma    | 12       | 14 | 5 | 2 | 7  | 20 | 34 | -14 |
|  | 7.   | Roma (C)         | 10       | 14 | 4 | 2 | 8  | 17 | 29 | -12 |
|  | 8.   | Anzio            | 7        | 14 | 3 | 1 | 10 | 13 | 35 | -22 |
|  | ---  | Tiburtina Ardita | Ritirata |    |   |   |    |    |    |     |
|  | ---  | Orvietana        | Ritirata |    |   |   |    |    |    |     |
|  | --   | Rieti            | Ritirata |    |   |   |    |    |    |     |

Legenda:
      Ammesso alle finali del D.D.S. per la promozione in Prima Divisione.
Regolamento:
Due punti a vittoria, uno a pareggio, zero a sconfitta.
Pari merito in caso di pari punti.
Spareggio in caso di pari punti in zona promozione e/o retrocessione.

## Campania
Direttorio Regionale Campano

Sede: Via Chiaia, 54 - Napoli - telefono 28-272.

Presidente: Cap. Paolo Ventura

Segretario: Rag. Paolo Virgilio Uccello

Membri: Dott. Medoro Ferorelli, Pasquale Lapiccirella e Aniello Mazza.
Comitati U.L.I.C. dipendenti: Avellinese, Aversano, Benevento, Casertano, Flegreo e delle Isole, Napoli Nord, Nolano, Partenopeo, Salernitano, Scafatese, Stabiese, Vesuviano e Vesuviano Nord.

### Squadre partecipanti
- U.S.F. Bagnolese, Bagnoli di Napoli;
- G.S. Fuorigrotta, Napoli
- A.C. Napoli (C = allievi), Napoli
- U.S. Salernitana (B = riserve), Salerno
- A.S.F. Sangiovannese, San Giovanni a Teduccio
- F.S. Savoia (B = riserve), Torre Annunziata
- U.S.F. Stabiese (B = riserve), Castellammare di Stabia
- U.S. Torrese, Torre del Greco.

## Puglie
Direttorio Regionale Pugliese

Sede: Piazza Massari, 20 - Bari - telefono 13-62.

Presidente: Avv. Sebastiano Roca

Segretario: Dott. Alfredo Zallone

Membri: Attilio Acerbo, Rag. Ettore De Michele.
Comitati U.L.I.C. dipendenti: Acquaviva delle Fonti, Andria, Barletta, Bari, Bernalda, Bisceglie, Bitonto, Cerignola, Foggia, Gallipoli, Gioia del Colle, Grottaglie, Grumo Appula, Lecce, Mola di Bari, Molfetta, Monopoli, Montescaglioso, San Severo, Taranto, Torremaggiore, Trani e Trinitapoli.

### Girone unico

#### Squadre partecipanti
| Club                        | Città                      | Stagione precedente |
| --------------------------- | -------------------------- | ------------------- |
| U.S. Acquavivese            | Acquaviva delle Fonti (BA) |                     |
| Pol. Audace G.U.F.          | Cerignola (FG)             |                     |
| S.S.F. Bitonto              | Bitonto (BA)               |                     |
| A.S. Castellana             | Castellana Grotte (BA)     |                     |
| U.S. Cellino                | Cellino San Marco (BR)     |                     |
| U.S. Gioia                  | Gioia del Colle (BA)       |                     |
| U.S. Molfetta (B = riserve) | Molfetta (BA)              |                     |
| U.S. Vittoria               | Lecce                      |                     |

#### Classifica finale
|  | Pos. | Squadra         | Pt | G  | V | N | P | GF | GS | DR  |
|  | ---- | --------------- | -- | -- | - | - | - | -- | -- | --- |
|  | 1.   | Cerignola       | 22 | 14 | 9 | 4 | 1 | 32 | 12 | +20 |
|  | 2.   | Castellana      | 20 | 14 | 8 | 4 | 2 | 18 | 10 | +8  |
|  | 2.   | Vittoria Lecce  | 15 | 14 | 6 | 3 | 5 | 19 | 16 | +3  |
|  | 4.   | Gioia           | 14 | 14 | 6 | 2 | 6 | 30 | 21 | +9  |
|  | 5.   | Bitonto         | 13 | 14 | 6 | 1 | 7 | 26 | 19 | +7  |
|  | 6.   | Acquavivese     | 11 | 14 | 5 | 1 | 8 | 20 | 28 | -8  |
|  | 7.   | Molfetta B (-1) | 8  | 14 | 3 | 3 | 8 | 13 | 28 | -15 |
|  | 8.   | Cellino (-2)    | 6  | 14 | 3 | 2 | 9 | 11 | 35 | -24 |

Legenda:
      Ammesso alle finali del D.D.S. per la promozione in Prima Divisione.
Regolamento:
Due punti a vittoria, uno a pareggio, zero a sconfitta.
Pari merito in caso di pari punti.
Spareggio in caso di pari punti in zona promozione e/o retrocessione.

## Calabria
Direttorio Regionale Calabrese

Sede: Piazza Campanella, 8 - Cosenza.

Presidente: Rag. Massimo Cavalcanti

Segretario: Giuseppe Cimino

Membri: Rag. Fausto Sacchini, Cav. Mario Santoro, Geom. Enrico Talamo.
Comitati U.L.I.C. dipendenti: Castrovillari, Catanzaro, Cosenza, Crotone, Gerace Marina, Gioia Tauro, Nicastro, Paola, Reggio Calabria e Tropea.

### Squadre partecipanti
| Club                               | Città           | Stadio              | Stagione precedente |
| ---------------------------------- | --------------- | ------------------- | ------------------- |
| S.S.F. Audace                      | Catanzaro       |                     |                     |
| U.S. Bovalinese                    | Bovalino (RC)   |                     |                     |
| Fascista Catanzarese (B = riserve) | Catanzaro       |                     |                     |
| Cosenza Sport Club (B = riserve)   | Cosenza         |                     |                     |
| Palmese                            | Palmi (RC)      | Stadio del Littorio |                     |
| Pro Calcio                         | Reggio Calabria |                     |                     |

#### Classifica
|  | Pos. | Squadra | Pt | G  | V | N | P | GF | GS | DR |
|  | ---- | ------- | -- | -- | - | - | - | -- | -- | -- |
|  | 1.   | Palmese | ?  | 10 | _ | _ | _ | __ | __ | __ |
|  | 2.   | ?       | ?  | 10 | _ | _ | _ | __ | __ | __ |
|  | 3.   | ?       | ?  | 10 | _ | _ | _ | __ | __ | __ |
|  | 4.   | ?       | ?  | 10 | _ | _ | _ | __ | __ | __ |
|  | 5.   | ?       | ?  | 10 | _ | _ | _ | __ | __ | __ |
|  | 6.   | ?       | ?  | 10 | _ | _ | _ | __ | __ | __ |

Legenda:
      Ammesso alle finali del D.D.S. per la promozione in Prima Divisione.
La Palmese si ritira dalle finali ma il DDS la promuove lo stesso.
Regolamento:
Due punti a vittoria, uno a pareggio, zero a sconfitta.
Pari merito in caso di pari punti.
Spareggio in caso di pari punti in zona promozione e/o retrocessione.

## Sicilia
Direttorio Regionale Siculo

Sede: Via Narbone, 63 - Palermo - tel. 10-381.

Presidente: Dott. Gregorio Rosario

Segretario: Cap. Man. Giuseppe Girgenti

Membri: Marchese Pasqualino Alù Salvatore, Vespasiano Trigona Duca di Misterbianco.
Comitati U.L.I.C. dipendenti: Acireale, Adrano, Agrigento, Caltanissetta, Catania, Cinisi, Marsala, Messina, Palermo, Partinico, Patti, Ragusa, Siracusa, Termini Imerese e Trapani.

### Girone A

#### Squadre partecipanti
| Club                                | Città   | Stagione precedente |
| ----------------------------------- | ------- | ------------------- |
| Fascio Giovanile di Combattimento   | Palermo |                     |
| Dop. Portuale                       | Palermo |                     |
| Gloria                              | Palermo |                     |
| S.C. Juventus Trapani (B = riserve) | Trapani |                     |
| Palermo F.C. (C = allievi)          | Palermo |                     |

#### Classifica finale
|  | Pos. | Squadra              | Pt | G | V | N | P | GF | GS | DR |
|  | ---- | -------------------- | -- | - | - | - | - | -- | -- | -- |
|  | 1.   | Palermo (C)          | 12 | 8 |   |   |   |    |    |    |
|  | 2.   | F.G.C. Palermo       | 10 | 8 |   |   |   |    |    |    |
|  | 3.   | Portuale             | 9  | 8 |   |   |   |    |    |    |
|  | 4.   | Juventus Trapani (B) | 9  | 8 |   |   |   |    |    |    |
|  | 5.   | Gloria               | 0  | 8 |   |   |   |    |    |    |

Legenda:
      Ammesso alle finali.
Regolamento:
Due punti a vittoria, uno a pareggio, zero a sconfitta.
Pari merito in caso di pari punti.
Spareggio in caso di pari punti in zona promozione e/o retrocessione.

### Girone B

#### Squadre partecipanti
| Club                         | Città                | Stagione precedente |
| ---------------------------- | -------------------- | ------------------- |
| A.S. Agrigento (B = riserve) | Agrigento            |                     |
| Dop. Ferroviario             | Caltanissetta        |                     |
| U.S. Nissena                 | Caltanissetta        |                     |
| A.S. Termini Imerese         | Termini Imerese (PA) |                     |

#### Classifica finale
|  | Pos. | Squadra       | Pt | G | V | N | P | GF | GS | DR |
|  | ---- | ------------- | -- | - | - | - | - | -- | -- | -- |
|  | 1.   | Termini       | 11 | 6 |   |   |   |    |    |    |
|  | 2.   | Nissena (B)   | 6  | 6 |   |   |   |    |    |    |
|  | 3.   | Agrigento (B) | 5  | 6 |   |   |   |    |    |    |
|  | 4.   | Ferroviario   | 0  | 6 |   |   |   |    |    |    |

Legenda:
      Ammesso alle finali.
Regolamento:
Due punti a vittoria, uno a pareggio, zero a sconfitta.
Pari merito in caso di pari punti.
Spareggio in caso di pari punti in zona promozione e/o retrocessione.

### Girone C

#### Squadre partecipanti
| Club              | Città                          | Stagione precedente |
| ----------------- | ------------------------------ | ------------------- |
| U.S. Barcellonese | Barcellona Pozzo di Gotto (ME) |                     |
| F.C. Littorio     | Sant'Agata di Militello (ME)   |                     |
| U.S. Pattese      | Patti (ME)                     |                     |
| U.S. Spadaforese  | Spadafora (ME)                 |                     |

#### Classifica finale
|  | Pos. | Squadra      | Pt | G | V | N | P | GF | GS | DR |
|  | ---- | ------------ | -- | - | - | - | - | -- | -- | -- |
|  | 1.   | Littorio     | 9  | 6 |   |   |   |    |    |    |
|  | 2.   | Barcellonese | 8  | 6 |   |   |   |    |    |    |
|  | 3.   | Spadaforese  | 4  | 6 |   |   |   |    |    |    |
|  | 4.   | Pattese (-1) | 2  | 6 |   |   |   |    |    |    |

Legenda:
      Ammesso alle finali.
Regolamento:
Due punti a vittoria, uno a pareggio, zero a sconfitta.
Pari merito in caso di pari punti.
Spareggio in caso di pari punti in zona promozione e/o retrocessione.

### Girone D

#### Squadre partecipanti
| Club                       | Città   | Stagione precedente |
| -------------------------- | ------- | ------------------- |
| S.S. Annunziata            | Messina |                     |
| Dop. Ferroviario           | Messina |                     |
| A.C. Messina (B = riserve) | Messina |                     |
| U.S. Peloro (B = riserve)  | Messina |                     |

#### Classifica finale
|  | Pos. | Squadra     | Pt | G | V | N | P | GF | GS | DR |
|  | ---- | ----------- | -- | - | - | - | - | -- | -- | -- |
|  | 1.   | Messina (B) | 9  | 6 |   |   |   |    |    |    |
|  | 2.   | Annunziata  | 9  | 6 |   |   |   |    |    |    |
|  | 3.   | Peloro (B)  | 6  | 6 |   |   |   |    |    |    |
|  | 4.   | Ferroviario | 0  | 6 |   |   |   |    |    |    |

Legenda:
      Ammesso alle finali.
Regolamento:
Due punti a vittoria, uno a pareggio, zero a sconfitta.
Pari merito in caso di pari punti.
Spareggio in caso di pari punti in zona promozione e/o retrocessione.

### Girone E

#### Squadre partecipanti
| Club                        | Città        | Stagione precedente |
| --------------------------- | ------------ | ------------------- |
| S.S. Catania (B = riserve)  | Catania      |                     |
| G.S. Dop. Megara 1908       | Augusta (SR) |                     |
| A.S. Siracusa (B = riserve) | Siracusa     |                     |
| Dop. Ferroviario            | Catania      |                     |
| Dop. Portuale               | Catania      |                     |

#### Classifica finale
|  | Pos. | Squadra       | Pt | G | V | N | P | GF | GS | DR |
|  | ---- | ------------- | -- | - | - | - | - | -- | -- | -- |
|  | 1.   | Catania (B)   | 14 | 8 |   |   |   |    |    |    |
|  | 2.   | Syracusae (B) | 13 | 8 |   |   |   |    |    |    |
|  | 3.   | Megara 1908   | 7  | 8 |   |   |   |    |    |    |
|  | 4.   | Portuale      | 6  | 8 |   |   |   |    |    |    |
|  | 5.   | Ferroviario   | 0  | 8 |   |   |   |    |    |    |

Legenda:
      Ammesso alle finali.
Regolamento:
Due punti a vittoria, uno a pareggio, zero a sconfitta.
Pari merito in caso di pari punti.
Spareggio in caso di pari punti in zona promozione e/o retrocessione.

### Girone finale A
|  | Pos. | Squadra       | Pt | G | V | N | P | GF | GS | DR  |
|  | ---- | ------------- | -- | - | - | - | - | -- | -- | --- |
|  | 1.   | Termini       | 10 | 6 | 5 | 0 | 1 | 17 | 7  | +10 |
|  | 2.   | Palermo C     | 7  | 6 | 3 | 1 | 2 | 11 | 11 | 0   |
|  | 3.   | Agrigento (B) | 6  | 6 | 2 | 2 | 2 | 10 | 8  | +2  |
|  | 4.   | Nissena (B)   | 1  | 6 | 0 | 1 | 5 | 3  | 15 | -12 |

Legenda:
      Ammesso alle finali del D.D.S. per la promozione in Prima Divisione.
Regolamento:
Due punti a vittoria, uno a pareggio, zero a sconfitta.
Pari merito in caso di pari punti.
Spareggio in caso di pari punti in zona promozione e/o retrocessione.

### Girone finale B
|  | Pos. | Squadra            | Pt | G | V | N | P | GF | GS | DR |
|  | ---- | ------------------ | -- | - | - | - | - | -- | -- | -- |
|  | 1.   | Catania (B)        | 13 | 8 |   |   |   |    |    |    |
|  | 2.   | Messina (B)        | 10 | 8 |   |   |   |    |    |    |
|  | 3.   | Barcellonese       | 9  | 8 |   |   |   |    |    |    |
|  | 4.   | Syracusae (B) (-2) | 4  | 8 |   |   |   |    |    |    |
|  | 5.   | Annunziata (-2)    | 0  | 8 |   |   |   |    |    |    |

Legenda:
Regolamento:
Due punti a vittoria, uno a pareggio, zero a sconfitta.
Pari merito in caso di pari punti.
Spareggio in caso di pari punti in zona promozione e/o retrocessione.

## Sardegna
Direttorio Regionale Sardo

Sede: Via Angioy, 1 - Cagliari.

Presidente: Comm. Guido Costa

Segretario: Ing. Guido Boero

Membri: Avv. Mario Napoleone, Rag. Giuseppe Tocco, Emanuele Leo.
Comitati U.L.I.C. dipendenti: Cagliari, Carloforte-S.Antioco, Iglesias, Oristano-Mussolinia, Sassari e Terranova Pausania.

## Cirenaica
Commissario per la Cirenaica

Commissario: Carlo Santi.

## Somalia
Commissario per la Somalia

Commissario: Dott. Luigi Saverio Bertazzoni.

## Tripolitania
Sede: Tripoli.

Presidente: Seniore Cav. Emanuele Parodi

Segretario: Conte Dott. Lorenzo Balladore Pallieri

Membri: Cav. Giuseppe Salinas Abela, Cap. Cav. Mario Cornalba, Centurione Cav. Alfredo Maccioni, Maresciallo Santo Di Gaetano.

## Finali del D.D.S.

### Girone A

#### Classifica finale
|  | Pos. | Squadra     | Pt | G | V | N | P | GF | GS | DR |
|  | ---- | ----------- | -- | - | - | - | - | -- | -- | -- |
|  | 1.   | Rivarolese  | 4  | 4 | 2 | 0 | 2 | 11 | 9  | +2 |
|  | 2.   | Settimese   | 4  | 4 | 1 | 2 | 1 | 8  | 7  | +1 |
|  | 3.   | Vimercatese | 4  | 4 | 1 | 2 | 1 | 5  | 8  | -3 |

Legenda:
      Promosso in Prima Divisione 1933-1934.
Regolamento:
Due punti a vittoria, uno a pareggio, zero a sconfitta.
Pari merito in caso di pari punti.
Spareggio in caso di pari punti in zona promozione e/o retrocessione.

#### Risultati
| Prima giornata |                      |              |
| 11 giu. 1933   |                      | 25 giu. 1933 |
| 3-1            | Rivarolese-Settimese | 2-5          |
|                | Riposa: Vimercatese  |              |

| Seconda giornata |                        |              |
| 15 giu. 1933     |                        | 29 giu. 1933 |
| 2-1              | Vimercatese-Rivarolese | 1-5          |
|                  | Riposa: Settimese      |              |

| Terza giornata |                       |             |
| 18 giu. 1933   |                       | 2 lug. 1933 |
| 1-1            | Settimese-Vimercatese | (*)         |
|                | Riposa: Rivarolese    |             |

(*) Recuperi e delibere.

9 luglio 1933 Vimercatese-Settimese 1-1.

### Girone B

#### Classifica finale
|  | Pos. | Squadra | Pt | G | V | N | P | GF | GS | DR |
|  | ---- | ------- | -- | - | - | - | - | -- | -- | -- |
|  | 1.   | Sestese | 6  | 4 | 3 | 0 | 1 | 11 | 5  | +6 |
|  | 1.   | Cusiana | 6  | 4 | 3 | 0 | 1 | 8  | 7  | +1 |
|  | 3.   | Minerva | 0  | 4 | 0 | 0 | 4 | 4  | 11 | -7 |

Legenda:
      Promosso in Prima Divisione 1933-1934.
Regolamento:
Due punti a vittoria, uno a pareggio, zero a sconfitta.
Pari merito in caso di pari punti.
Spareggio in caso di pari punti in zona promozione e/o retrocessione.

#### Risultati
| Prima giornata |                 |              |
| 11 giu. 1933   |                 | 25 giu. 1933 |
| 5-2            | Sestese-Cusiana | 0-1          |
|                | Riposa: Minerva |              |

| Seconda giornata |                 |              |
| 15 giu. 1933     |                 | 29 giu. 1933 |
| 1-4              | Minerva-Sestese | rinv.        |
|                  | Riposa: Cusiana |              |

| Terza giornata |                 |             |
| 18 giu. 1933   |                 | 2 lug. 1933 |
| 3-2            | Cusiana-Minerva | (*)         |
|                | Riposa: Sestese |             |

(*) Recuperi e delibere.

(*) 9 luglio 1933 Sestese-Minerva 5-1

### Girone C

#### Classifica finale
|  | Pos. | Squadra                 | Pt | G | V | N | P | GF | GS | DR |
|  | ---- | ----------------------- | -- | - | - | - | - | -- | -- | -- |
|  | 1.   | Rhodense "A. Mussolini" | 9  | 6 | 4 | 1 | 1 | 12 | 6  | +6 |
|  | 2.   | Asti                    | 8  | 6 | 4 | 0 | 2 | 15 | 7  | +8 |
|  | 3.   | Marelli                 | 5  | 6 | 2 | 1 | 3 | 9  | 14 | -5 |
|  | 4.   | Falco (-2)              | 0  | 6 | 1 | 0 | 5 | 4  | 13 | -9 |

Legenda:
      Promosso in Prima Divisione 1933-1934.
Regolamento:
Due punti a vittoria, uno a pareggio, zero a sconfitta.
Pari merito in caso di pari punti.
Spareggio in caso di pari punti in zona promozione e/o retrocessione.

#### Risultati
| Prima giornata |               |              |
| 11 giu. 1933   |               | 25 giu. 1933 |
| 3-2            | Falco-Marelli | (*)          |
| 2-1            | Rhodense-Asti | rinv         |

| Seconda giornata |                  |              |
| 15 giu. 1933     |                  | 29 giu. 1933 |
| 1-1              | Marelli-Rhodense | 1-5          |
| 4-1              | Asti-Falco       | rinv         |

| Terza giornata |                |             |
| 18 giu. 1933   |                | 2 lug. 1933 |
| 1-0            | Rhodense-Falco | (*)         |
| 3-2            | Marelli-Asti   | 0-3         |

Recuperi:
- 9 luglio 1933 Asti-Rhodense 3-1.

### Girone D

#### Classifica finale
|  | Pos. | Squadra      | Pt | G | V | N | P | GF | GS | DR |
|  | ---- | ------------ | -- | - | - | - | - | -- | -- | -- |
|  | 1.   | Forlimpopoli | 5  | 4 | _ | _ | _ | __ | __ |    |
|  | 2.   | Brill        | 4  | 4 | _ | _ | _ | __ | __ |    |
|  | 3.   | Casalecchio  | 3  | 4 | _ | _ | _ | __ | __ |    |

Legenda:
      Promosso in Prima Divisione 1933-1934.
Regolamento:
Due punti a vittoria, uno a pareggio, zero a sconfitta.
Pari merito in caso di pari punti.
Spareggio in caso di pari punti in zona promozione e/o retrocessione.

#### Risultati
| Prima giornata |                          |              |
| 11 giu. 1933   |                          | 25 giu. 1933 |
| 1-0            | Casalecchio-Forlimpopoli | 0-2          |
|                | Riposa: Brill            |              |

| Seconda giornata |                      |              |
| 15 giu. 1933     |                      | 29 giu. 1933 |
| 2-2              | Brill-Casalecchio    | 1-0          |
|                  | Riposa: Forlimpopoli |              |

| Terza giornata |                     |             |
| 18 giu. 1933   |                     | 2 lug. 1933 |
| 4-0            | Forlimpopoli-Brill  | rinv        |
|                | Riposa: Casalecchio |             |

- Recupero:

16 luglio 1933 Brill-Forlimpopoli  -

### Girone E

#### Classifica finale
|  | Pos. | Squadra    | Pt | G | V | N | P | GF | GS | DR |
|  | ---- | ---------- | -- | - | - | - | - | -- | -- | -- |
|  | 1.   | Bassano    | 5  | 4 | _ | _ | _ | __ | __ |    |
|  | 2.   | Orceana    | 4  | 4 | _ | _ | _ | __ | __ |    |
|  | 3.   | Cividalese | 3  | 4 | _ | _ | _ | __ | __ |    |

Legenda:
      Promosso in Prima Divisione 1933-1934.
Regolamento:
Due punti a vittoria, uno a pareggio, zero a sconfitta.
Pari merito in caso di pari punti.
Spareggio in caso di pari punti in zona promozione e/o retrocessione.

#### Risultati
| Prima giornata |                    |              |
| 11 giu. 1933   |                    | 25 giu. 1933 |
| 3-1            | Orceana-Cividalese | 1-1          |
|                | Riposa: Bassano    |              |

| Seconda giornata |                    |              |
| 15 giu. 1933     |                    | 29 giu. 1933 |
| 4-3              | Cividalese-Bassano | 2-3          |
|                  | Riposa: Orceana    |              |

| Terza giornata |                    |             |
| 18 giu. 1933   |                    | 2 lug. 1933 |
| 3-1            | Bassano-Orceana    | -           |
|                | Riposa: Cividalese |             |

### Girone F
Le gare di questo girone veneto non vennero disputate in quanto tutte le squadre ad esso iscritte rinunciarono alle finali.

### Girone G

#### Squadre partecipanti
- Albingaunia Sport
- F.B.C. Entella

#### Risultati
- 11 giugno 1933 Entella-Albingaunia 4-0
- 18 giugno 1933 Albingaunia-Entella 3-1

#### Spareggio in campo neutro
- 25 giugno 1933 a Genova Stadio Marassi: Entella-Albingaunia 1-0

#### Verdetti
- Albingaunia ed Entella sono promosse in Prima Divisione.

### Girone H

#### Classifica finale
|  | Pos. | Squadra           | Pt | G | V | N | P | GF | GS | DR |
|  | ---- | ----------------- | -- | - | - | - | - | -- | -- | -- |
|  | 1.   | Sora              | 5  | 4 | _ | _ | _ | __ | __ |    |
|  | 2.   | Cerignola         | 4  | 4 | _ | _ | _ | __ | __ |    |
|  | 3.   | Pippo Massangioli | 3  | 4 | _ | _ | _ | __ | __ |    |

Legenda:
      Promosso in Prima Divisione 1933-1934.
Regolamento:
Due punti a vittoria, uno a pareggio, zero a sconfitta.
Pari merito in caso di pari punti.
Spareggio in caso di pari punti in zona promozione e/o retrocessione.

#### Risultati
| Prima giornata |                   |              |
| 11 giu. 1933   |                   | 25 giu. 1933 |
| 1-1            | Massangioli-Sora  | 1-3          |
|                | Riposa: Cerignola |              |

| Seconda giornata |                     |              |
| 15 giu. 1933     |                     | 29 giu. 1933 |
| 8-1              | Sora-Cerignola      | -            |
|                  | Riposa: Massangioli |              |

| Terza giornata |                       |             |
| 18 giu. 1933   |                       | 2 lug. 1933 |
| 3-2            | Cerignola-Massangioli | 0-2         |
|                | Riposa: Sora          |             |

### Girone I
Le gare di questo girone non vennero mai disputate in quanto tutte le squadre ad esso iscritte rinunciarono alle finali.

### Girone L

#### Classifica finale
|  | Pos. | Squadra     | Pt | G | V | N | P | GF | GS | DR  |
|  | ---- | ----------- | -- | - | - | - | - | -- | -- | --- |
|  | 1.   | Ferroviario | 7  | 4 | 3 | 1 | 0 | 22 | 4  | +18 |
|  | 2.   | Penne       | 5  | 4 | 2 | 1 | 1 | 5  | 6  | -1  |
|  | 3.   | Fermana     | 0  | 4 | 0 | 0 | 4 | 2  | 19 | -17 |

Legenda:
      Promosso in Prima Divisione 1933-1934.
Regolamento:
Due punti a vittoria, uno a pareggio, zero a sconfitta.
Pari merito in caso di pari punti.
Spareggio in caso di pari punti in zona promozione e/o retrocessione.

#### Risultati
| Prima giornata |                      |              |
| 11 giu. 1933   |                      | 25 giu. 1933 |
| (*)            | Ferr. Rimini-Fermana | 5-2          |
|                | Riposa: Penne        |              |

| Seconda giornata |                     |              |
| 15 giu. 1933     |                     | 29 giu. 1933 |
| (°)              | Fermana-Penne       | 0-1          |
|                  | Riposa: Ferroviario |              |

| Terza giornata |                   |             |
| 18 giu. 1933   |                   | 2 lug. 1933 |
| 1-1            | Penne-Ferroviario | 1-5         |
|                | Riposa: Fermana   |             |

(*) Sospesa per impraticabilità del campo e recuperata il 9 luglio 1933: Ferrovieri-Fermana 11-0.

(°) Vinta sul campo dalla Fermana 2-0, la partita fu data vinta per 0-2 a tavolino al Penne perché la aveva utilizzato un giocatore non tesserato.

### Girone M
Le gare di questo girone non vennero mai disputate in quanto tutte le squadre ad esso iscritte rinunciarono alle finali.

### Girone N
- L'A.S. Termini Imerese, unica qualificata, è promossa in Prima Divisione.

### Giornali
- Il Solco Fascista, 30 marzo 1933, p. 3, consultabile online su Biblioteca Panizzi di Reggio Emilia.
- Gazzetta di Venezia, anni 1932-1933 dal sito della Biblioteca nazionale centrale di Roma.
- L'Unione, di Pallanza, anni 1932-1933, consultabile online.

### Libri
- Carlo Fontanelli, 100 anni di calcio a Conegliano - 1907/2008 - Union CSV, Circolo Sostenitori Calcio Conegliano, GEO Edizioni..
- Elvino Tomasini, I nerostellati del Grion Pola - Cronistoria del calcio polese dal 1919 al 1947, Umberto Nicoli Editore..
- Cristian Canazza, Carlo Fontanelli e Franco Lerin, I Lupi biancorossi - La Storia del Calcio a San Giovanni Lupatoto, GEO Edizioni..